# Lech Woszczerowicz
Lech Woszczerowicz (Lwów; 8 de Maio de 1940 — ) é um político da Polónia. Ele foi eleito para a Sejm em 25 de Setembro de 2005 com 5987 votos em 26 no distrito de Gdynia, candidato pelas listas do partido Samoobrona Rzeczpospolitej Polskiej.